# غدة لعابية أنبوبية
الغدة اللعابية الأنبوبية (بالإنجليزية: Tubarial salivary gland)‏ أو الغدة الأنبوبية، هي زوج من الغدد اللعابية توجد في البشر بين جوف الأنف والحلق.

## وصف
توجد الغدد الأنبوبية في الجدران الجانبية للبلعوم الأنفي أعلي الحيد النفيري. ترتبط الغدد اللعابية الأنبوبية بـإنزيم جلوتامات كربوكسي ببتيداز II ‏، والتي اكتشفت عبره. تعمل الغدد علي ترطيب الحلق العلوي.

## التاريخ
اكتُشِفت الغدد بواسطة مجموعة من العلماء الهولنديين في معهد السرطان الهولندي في سبتمبر 2020 عبر مسحات PET/CT. للتأكد من وجود الغدد قام العلماء بإجراء المسحات علي مئة مريض ووجدت نفس الغدد بهم.

## الأهمية
تنبع معظم أهمية الغدد الأنبوبية من أهميتها في العلاج الإشعاعي. يُعتقد أن تجنب تعريض الغدد للإشعاع سيمنع العديد من الآثار الجانبية للعلاج الإشعاعي مثل جفاف الحلق، فبعد تحليل البيانات لأكثر من 700 مريض سرطان بمنطقة الرأس والرقبة، أبلغوا أن تعريض منطقة الغدد للإشعاع تسبب بجفاف في الحلق وصعوبات في عملية البلع بعدها.

## النقد
تلقي البحث بعض النقض من العلماء فبينما يعتقد المكتشفون أن الغدد الأنبوبية هي غدد كبيرة غير مكتشفة من قبل، قال البعض أن ما اكتُشِف هو ما إلا كتلة جديدة من الغدد اللعابية الصغيرة، ومنهم من اعترض علي كون هذه الغدد غير مكتشفة من الأساس، ومنهم من يعتقد أن الغدد لا تحقق المعايير المعروفة للغدد اللعابية، كما انتُقِض البحث لكون أغلبية المرضى الذين أجري عليهم البحث من الذكور وحُث المؤلف علي البحث في الاختلافات المحتملة في العضو المكتشف بين الذكور والإناث.